# 丹沢三峰
丹沢三峰（たんざわみつみね）とは神奈川県相模原市緑区と愛甲郡清川村の境にある東峰（本間ノ頭）、中峰（円山木ノ頭）、西峰（太礼ノ頭）の総称。

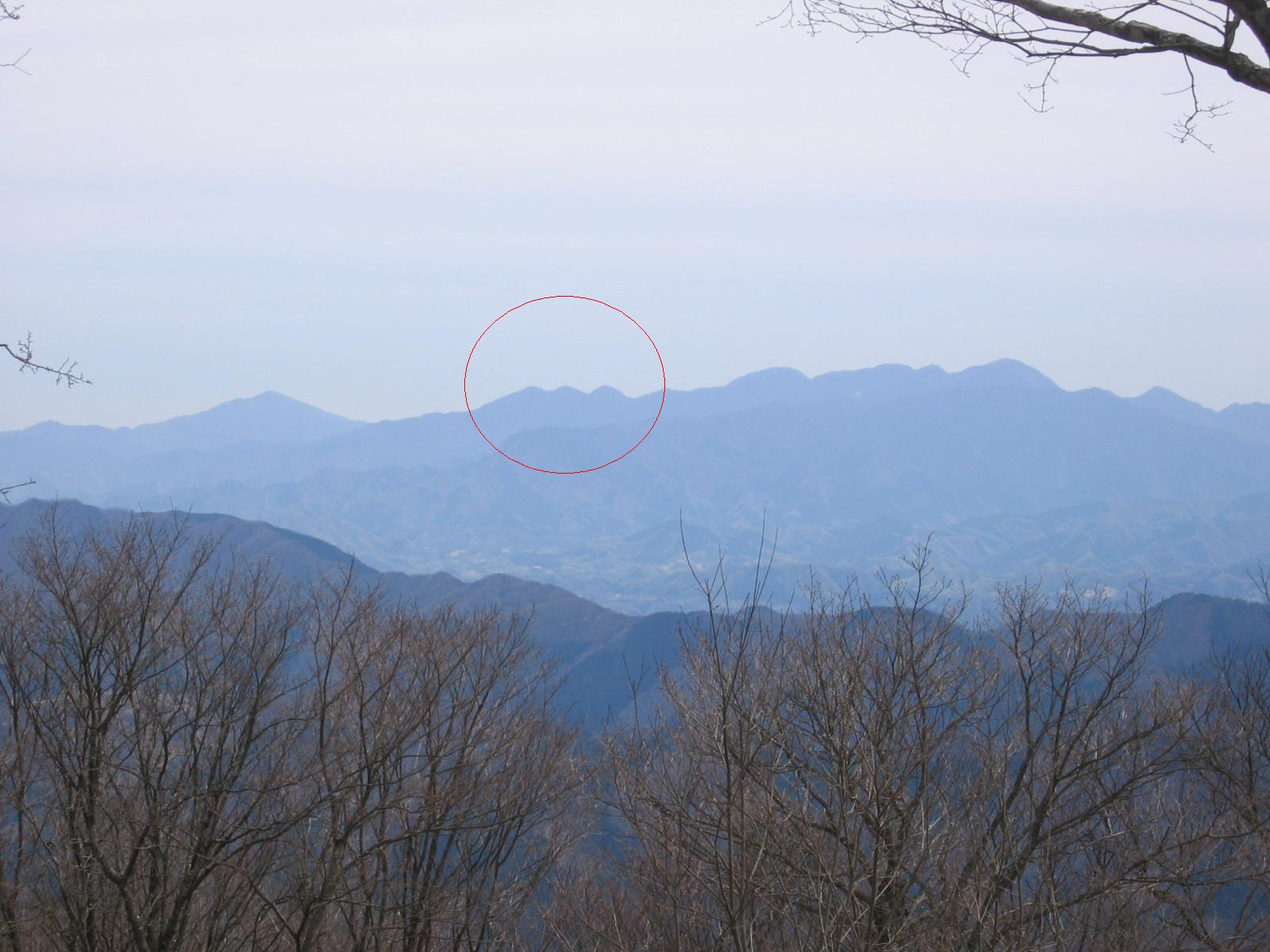
御前山より望む丹沢三峰。遠くから見ても三峰並んでいるのが分かる。

- 西峰（太礼ノ頭）- 1,352m
- 中峰（円山木ノ頭）- 1,360m
- 東峰（本間ノ頭）- 1,345m